# Theadelphia
Koordinaten: 29° 20′ 49″ N, 30° 33′ 48″ O

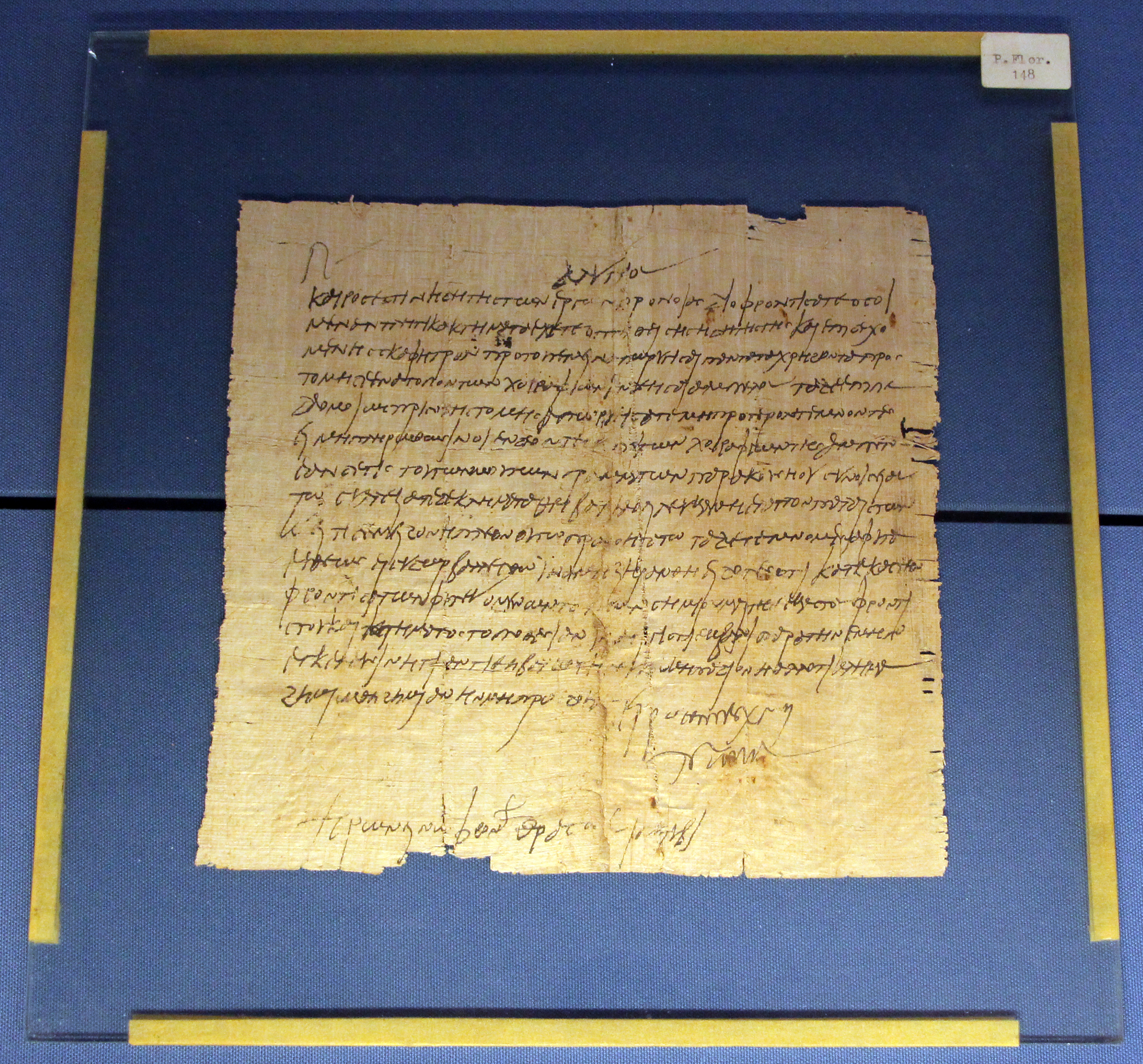
Papyrus, 265/266 n. Chr., Biblioteca Laurenziana Florenz, P. Flor II 148

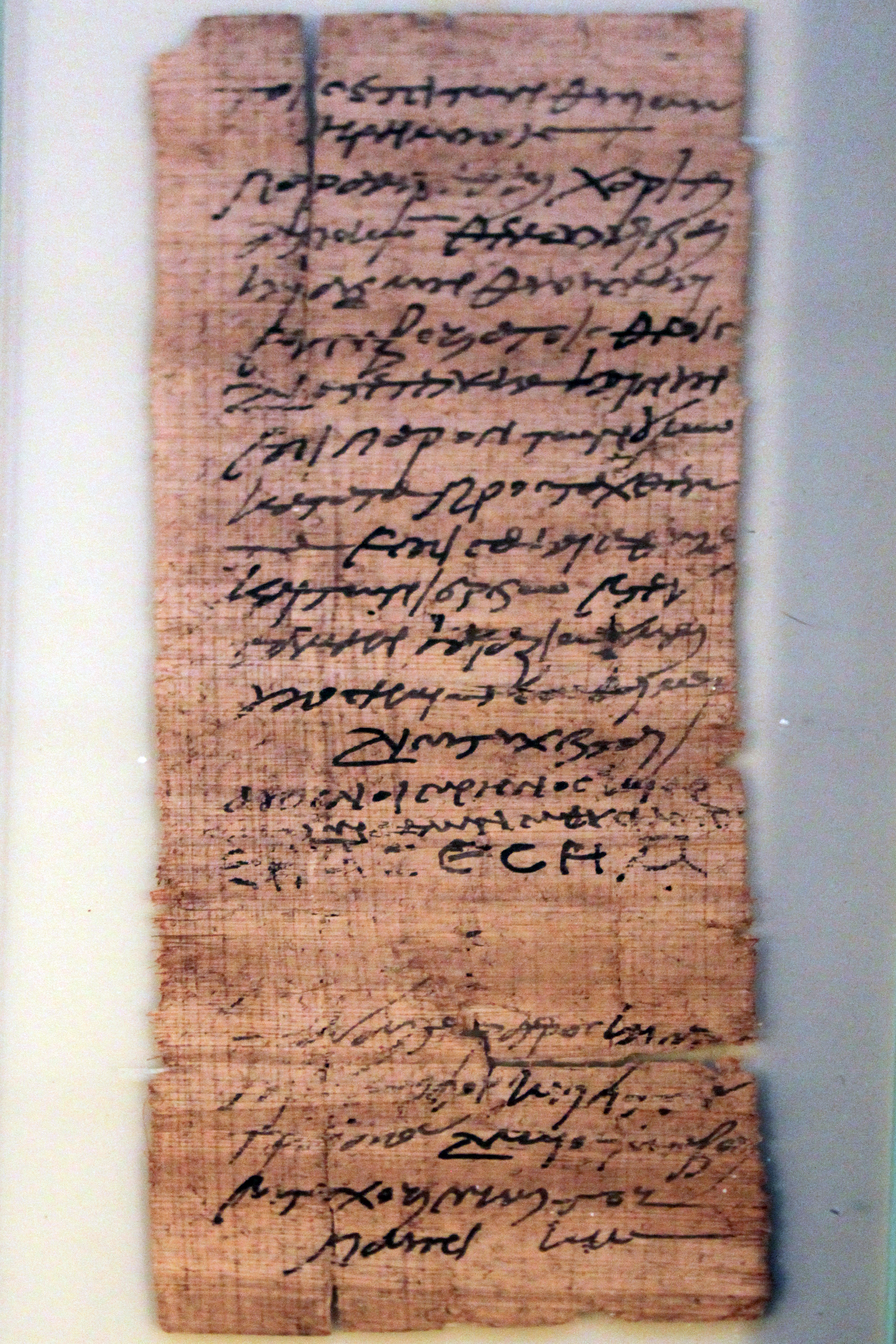
Bescheinigung über kultische Opfer als Nachweise des Glaubens, 250 n. Chr., Ägyptisches Museum Berlin, P. 13430

Theadelphia (griechisch Θεαδέλφεια) war eine griechische Stadt in der Provinz Krokodilopolis bei dem heutigen Ort Batn Ihrid, 30 Kilometer nordwestlich von Medinet el-Faijum in Ägypten. Sie war etwa vom 3. Jahrhundert v. Chr. bis ins 4. Jahrhundert n. Chr. bewohnt.
Es sind insgesamt sieben Tempel bekannt, von denen der Haupttempel dem Krokodilgott Pnepheros geweiht war. Dieser wurde laut einer Inschrift im 34. Jahr von Ptolemaios III. errichtet.
Westlich des Ortes wurde in den Jahren 1898/1899 ein ausgedehntes Gräberfeld ausgegraben, das von der ptolemäischen bis zum Ende der römischen Kaiserzeit belegt wurde.
Aus dem 1. bis 4. Jahrhundert sind zahlreiche Papyri erhalten, vor allem administrativen Inhalts, wie Steuerlisten, Bestätigungen von Landrechten und anderes. Einige enthalten Bestätigungen für das Darbringen kultischer Opfer als Nachweis des Glaubens durch namentlich genannte Personen. Nach dem lokalen Statthalter heißt die Gruppe Heroninus-Archiv.
Teile des Haupttempels mit dem Altar befinden sich heute im Griechisch-Römischen Museum in Alexandria, andere Funde im Ägyptischen Museum in Kairo. Viele Papyri befinden sich in der Papyrussammlung des Ägyptischen Museums in Berlin.

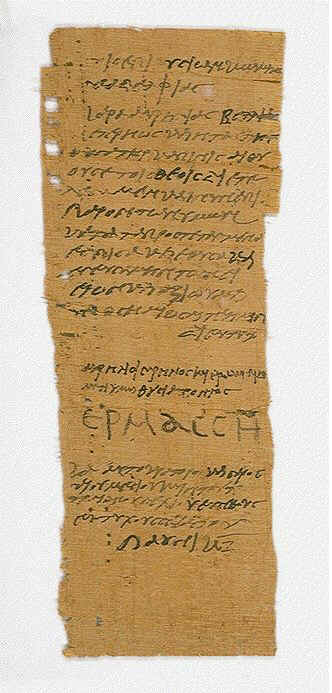
Nachweis über kultische Opfer